# Ephies taoi
Ephies taoi är en skalbaggsart som beskrevs av Michitaka Shimomura 1988. Ephies taoi ingår i släktet Ephies och familjen långhorningar. Inga underarter finns listade i Catalogue of Life.